# Schleid (Rajna-vidék-Pfalz)
Schleid település Németországban, Rajna-vidék-Pfalz tartományban. Lakosainak száma 406 fő (2023. december 31.). Schleid Seffern, Heilenbach és Nimshuscheid községekkel határos.

## Népesség
A település népességének változása:
| Lakosok száma | 398  | 378  | 379  | 390  | 399  | 406  |
|               | 1975 | 2017 | 2019 | 2021 | 2022 | 2023 |